# Conférence de Malte
 (janvier 2015).
Si vous disposez d'ouvrages ou d'articles de référence ou si vous connaissez des sites web de qualité traitant du thème abordé ici, merci de compléter l'article en donnant les références utiles à sa vérifiabilité et en les liant à la section « Notes et références ».

Franklin Roosevelt et Winston Churchill à Malte.

La conférence de Malte a eu lieu du 30 janvier au 2 février 1945 entre le président des États-Unis, Franklin D. Roosevelt, et le Premier ministre du Royaume-Uni, Winston Churchill, sur l'île de Malte. Le but de la conférence était de préparer la conférence de Yalta qui devait se tenir à la suite avec le président du Conseil des commissaires du Peuple, Joseph Staline. Elle réunissait les chefs d'état-major pour planifier la campagne finale contre les troupes allemandes et japonaises. Les deux dirigeants sont convenus aussi de limiter la progression de l'Armée rouge en Europe centrale.

## Participants
En plus des chefs d’État ou de gouvernement (Roosevelt n'est présent qu'à partir du 2 février), étaient présents, entre autres, du côté britannique :  ministre britannique des Affaires étrangères Anthony Eden, le général Sir Hastings Lionel Ismay conseiller militaire de Churchill, le maréchal Henry Maitland Wilson, le Field Marshal Sir Alan Brookel’Air Chief Marshal Sir Charles Portal, l'Admiral of the Fleet Sir Andrew Cunningham, le major général Jacob, et du côté américain : le secrétaire d’État américain Edward R. Stettinius, Jr, ambassadeur William Averell Harriman, le conseiller diplomatique de Roosevelt Harry L. Hopkins, général de l'armée George C. Marshall, le général de l'armée de l'air Laurence S. Kuter en remplacement du général Henry Harley Arnold malade, l'amiral Ernest J. King et l'amiral William D. Leahy.

## Source
- Conférence de Malte p. 457-546 in Foreign relations of the United States. Conferences at Malta and Yalta, 1945 sur le site de l'University of Wisconsin